# یلنا آلکسانیان
یلنا آشوتی آلکسانیان (ارمنی: Ելենա Աշոտի Ալեքսանյան؛ انگلیسی: Yelena Alexanyan زادهٔ ۱۸ دسامبر ۱۹۳۳ - درگذشته ۲۴ ژوئیهٔ ۲۰۰۸)، منتقد ادبی، مترجم و متخصص در زمینه ادبیات اهل ارمنستان بود.

## زندگی‌نامه
وی در ۱۸ دسامبر ۱۹۳۳ در ایروان به دنیا آمد و از انستیتو ادبیات ماکسیم گورکی و دانشگاه دولتی ایروان فارغ‌التحصیل گشت. وی در دانشگاه دولتی ایروان، گولوس آرمنیا، دانشگاه دولتی زبان‌ها و علوم اجتماعی بروسوف ایروان و انستیتو ادبی فعالیت می‌کرد. وی عضو اتحادیه نویسندگان ارمنستان و اتحادیه نویسندگان اتحاد شوروی (از سال ۱۹۶۹) بود. وی در ۲۴ ژوئیهٔ ۲۰۰۸ در سن ۷۴ سالگی در ایروان درگذشت.

## آثار
وی آثار آوتیک ایساهاکیان، سرو خانزادیان، وارتگس پطروسیان، هایک وارطانیان، رافائل آرامیان و پرژ زیتونتسیان از زبان ارمنی به زبان روسی ترجمه کرده است.

## یادداشت
1. ↑  բանասիրական գիտությունների դոկտոր